# 陈叙一
陈叙一（1918年—1992年），男，原籍浙江定海，生于湖南长沙，中国译制片翻译、导演，上海电影译制厂译制片翻译兼导演，曾任中国电影家协会理事。